# ليزا غراف
ليزا غراف (بالإنجليزية: Lisa Graff)‏ هي مبدعة أمريكية، ولدت في 10 يناير 1981.

## وصلات خارجية
- الموقع الرسمي